# 850-е годы до н. э.
850-е (восемьсо́т пятидеся́тые) го́ды до на́шей э́ры по пролептическому юлианскому календарю — промежуток времени с 1 января 859 года до н. э. по 31 декабря 850 года до н. э., включающий с 859 по 851 годы 5-го десятилетия  и 850 год 6-го десятилетия IX века 1-го тысячелетия до н. э. Им предшествовали 860-е годы до н. э., за ними следовали 840-е годы до н. э. Они закончились 2875 лет назад.

## Датированные события
- 860 (12 год Осоркона II) — Умер фиванский правитель Харсиесе А[англ.], и фараон Осоркон II назначил верховным жрецом Амона своего сына Нимлота С[англ.].
- 860 — Родной брат Ай-гуна Шань встал во главе жителей Инцю и напал на князя Ци Ху-гуна (Цзина), убив его. Цзоу Ма-сюй бросил Ху-гуна в воды реки Вэй[1]. К власти пришёл Шань (Сянь-гун, эра правления 859—851)[2].

- 859 — Умер царь Ассирии Ашшур-нацир-апал II, ему наследовал сын Шульману-ашареду III (Салманасар III).
- Не позднее 859 — начало правления царя Урарту Арамы.
- 859 (или 858) — Поход Салманасара III против Урарту и к озеру Урмия (см. Арама). Захват города Ариду. Подчинение областей к югу и западу от озера Урмия. Победа над войском союза Араму.
- 859 — Салманасар III переправляется через Евфрат и собирает дань с царей Сирии.
- 859 — Циский князь Сянь-гун изгнал всех сыновей Ху-гуна и перенёс столицу из Богу в Линьцзы[2].
- 859 — Умер князь Цзинь Ли-хоу (Фу), ему наследовал сын И-цзю (Цзин-хоу, эра правления 858—841)[3].
- 859 — Умер князь Сун Ли-гун (Фу-сы), ему наследовал сын Цзюй (Си-гун, эра правления 858—831[4]).

- Около 858—856 — Четыре похода Салманасара в Сирию. Разгром царя Ахуна.
- 858 — Умер Цинь-ин (Фэй-цзы), правитель Цинь (его назначил Сяо-ван[5]). Ему наследовал сын Цинь-хоу (эра правления 857—848).

- 857 — Осада Венададом Самарии[6].
- 857 — Поход Салманасара III на Каркемиш.

- 856 — Поход Салманасара III на север, в страны Наири (см. Арама). Покорение ряда областей Наири. Победа в горах Аддуру. Сожжение царского города Арзашку.
- 856 — Война царя Израиля Ахава и Венадада, царя Сирии[7].
- 856 — Умер князь Лу Сянь-гун (Цзюй), ему наследовал сын Пи (Чжэнь-гун, эра правления 855—826)[8].

- 855 — Поход Салманасара III в Замуа.
- 855 — 10-й поход Салманасара. Взятие Каркемиша. Поход по Северной Сирии и Киликии, к горам Амана.
- Около 855—854 — Две успешные войны Ахава с царём Сирии Бенхададом (Венададом) II. Победы при Самарии и Афеке.
- Ок.855 — Умер царь VIII Вавилонской династии Набу-апла-иддин, на престол взошёл Мардук-закир-шуми I, который разделил царство с братом Мардук-бел-усате.
- 855 — Умер князь Вэй Цин-хоу, ему наследовал сын Си-хоу (эра правления 854—813)[9].
- 855 — Умер князь Чэнь Шэнь-гун (Юй-жун), ему наследовал сын Нин (Ю-гун, эра правления 854—832)[10].
- 855 (?) — Чуский князь Сюн-цюй напал на княжества Юн и Янъюэ, дойдя до Ао[11].

- 854 (5 год правления) — Поход Салманасара III против Шуприи.
- 854 — Иорам стал соправителем своего отца, царя Иудеи Иосафата.

- 853 — Создание союза против Ассирии. В него вошли царь Дамаска Ададидри (Венадад), царь Израиля Ахав, царь Киликии, царь Хамы Ирхулина, царь Арада Матинбаал, царь Сиены Адонибал, арабский шейх Гиндибу.
- 853 — Поход Салманасара III в Сирию. Битва при Каркаре (Битва при Каркаре)[12].
- 853 (17 год Иосафата[13]) — Убит в бою[14] царь Израиля Ахав, на престол взошёл его сын Охозия.

- 852 (18 год Иосафата иудейского[15]; 2 год Иорама иудейского[16]) — Умер царь Израиля Охозия, на престол взошёл его брат Иорам.

- 851 — Умер князь Ци Сянь-гун, ему наследовал сын Шоу (У-гун, эра правления 850—825)[17].
- 851—850 — Поход Салманасара III на Вавилон по просьбе изгнанного царя Мардук-закир-шуми I, восстановление его на престоле.